# 東京電視台音樂祭
《東京電視台音樂祭》是日本東京電視台於2014年開始每年1－2次，在6月期間採現場直播的大型音樂活動。

## 播出時間
| 日期           | 時間（UTC+9）               |
| -------------- | --------------------------- |
| 2014年06月26日 | 18:30 - 23:24 （約294分鐘） |
| 2015年06月24日 | 18:30 - 23:24 （約294分鐘） |
| 2016年06月29日 | 18:25 - 22:48 （約263分鐘） |
| 2017年06月28日 | 18:25 - 22:48 （約263分鐘） |
| 2018年06月27日 | 17:55 - 22:54 （約299分鐘） |
| 2019年06月26日 | 17:55 - 22:54 （約299分鐘） |
| 2020年06月24日 | 17:55 - 22:00 （約245分鐘） |
| 2020年09月30日 | 18:25 - 22:54 （約269分鐘） |
| 2021年06月30日 | 17:40 - 22:24 （約284分鐘） |
| 2022年02月23日 | 17:30 - 21:54 （約264分鐘） |
| 2022年06月22日 | 17:30 - 21:54 （約264分鐘） |
| 2022年11月23日 | 17:30 - 21:54 （約264分鐘） |
| 2023年06月28日 | 17:30 - 22:24 （約294分鐘） |
| 2023年11月15日 | 17:30 - 21:54 （約264分鐘） |
| 2024年06月26日 | 17:30 - 21:54 （約264分鐘） |

## 出演人員

### 主持人
| 日期           | 主持人                                 |
| -------------- | -------------------------------------- |
| 2014年06月26日 | 宮本隆治、松丸友紀、国分太一、大橋未歩 |
| 2015年06月24日 | 国分太一                               |
| 2016年06月29日 | 国分太一                               |
| 2017年06月28日 | 国分太一                               |
| 2018年06月27日 | 国分太一                               |
| 2019年06月26日 | 国分太一、広末涼子                     |
| 2020年06月24日 | 国分太一、広末涼子                     |
| 2020年09月30日 | 国分太一、広末涼子                     |
| 2021年06月30日 | 国分太一、広末涼子                     |
| 2022年02月23日 | 国分太一、檀れい                       |
| 2022年06月22日 | 国分太一、広末涼子                     |
| 2022年11月23日 | 国分太一、広末涼子                     |
| 2023年06月28日 | 国分太一                               |

## 外部連結
- テレ東音楽祭 （页面存档备份，存于）（日語）－Twitter
- テレ東音楽祭（日語）－Instagram